# 仁萬站
仁萬站（日语：／ Nima eki */?）是位於島根縣大田市仁摩町仁萬，西日本旅客鐵道（JR西日本）的山陰本線車站。事務管號碼為▲640751。

## 歷史
- 1917年（大正6年）5月15日 - 國有鐵道山陰本線石見大田站（現時為大田市站）至此站之間開業，此終點站啟用。為客運和貨運車站。
  - 當時車站地址為島根縣邇摩郡仁萬村。
- 1918年（大正7年）4月21日 - 山陰本線從此站延伸至淺利站，成為中途站。
- 1936年（昭和11年）5月10日 - 隨著仁萬村實施町制仁萬町，車站地址為島根縣邇摩郡仁萬町。
- 1954年（昭和29年）4月1日 - 隨著仁摩町（日语：仁摩町）成立，車站地址為島根縣邇摩郡仁摩町仁萬町。
- 1973年（昭和48年）6月15日 - 終止貨物起卸業務。
- 1987年（昭和62年）4月1日 - 伴隨國鐵分割民營化，車站由西日本旅客鐵道（JR西日本）營運。
- 2005年（平成17年）10月1日 - 隨著大田市（第二次）成立，車站地址為現時位置。

## 車站構造
此站最接近一年時間漏斗而著名的仁摩沙博物館以及世界遺產石見銀山。
車站是一座地面車站，設有1面2線的島式月台，可進行列車交會。月台之間設有站內平交道。
車站由濱田鐵道部管理的業務委託車站，由JR西日本米子MAINTEC負責車站業務。在櫃臺中設有POS終端。車站在早晚沒有車站當值。車站大樓內設有自動售票機。車站大樓屋頂的瓦磚為藍色。

### 月台
| 月台 | 路線     | 上下行 | 方向             |
| ---- | -------- | ------ | ---------------- |
| 1・2 | 山陰本線 | 上行   | 出雲市、松江方向 |
| 1・2 | 山陰本線 | 下行   | 濱田、益田方向   |

2號月台為上下行本線，1號月台為上下行副本線。月台為一線通過結構，在不用列車交會情況下，基本上上下行列車使用2號月台。若兩列列車停站並進行列車交會，益田方向的列車使用1號，出雲市方向的列車使用2號月台。
另外，此站設有1班普通列車在此站折返。

## 使用狀況
以下為近年1日平均乘車人次列表：
| 乘車人次變化 | 乘車人次變化    |
| 年度         | 1日平均乘車人次 |
| ------------ | --------------- |
| 1984         | 695             |
| 1994         | 519             |
| 1999         | 498             |
| 2000         | 477             |
| 2001         | 451             |
| 2002         | 457             |
| 2003         | 440             |
| 2004         | 420             |
| 2005         | 392             |
| 2006         | 371             |
| 2007         | 353             |
| 2008         | 349             |
| 2009         | 339             |
| 2010         | 325             |
| 2011         | 311             |
| 2012         | 283             |
| 2013         | 289             |
| 2014         | 277             |
| 2015         | 282             |
| 2016         | 304             |
| 2017         | 309             |

## 車站周邊
- 仁萬郵局（日语：仁万郵便局）
- 島根中央信用金庫（日语：島根中央信用金庫）
- 島根縣立邇摩高等學校（日语：島根県立邇摩高等学校）
- 大田市立仁摩小學
- 大田市立大田西中學
- 仁摩沙博物館（日语：仁摩サンドミュージアム）
- 大田市政廳仁摩分所 (前 仁摩町公所）
- 仁摩保險中心
- 仁摩圖書館
- 湯迫溫泉
- 石見銀山遺址 (位於此站南邊7公里的大森地區，被登錄為世界遺產。轉乘巴士乘10～15分鐘)
- 國道9號
- 島根縣道200號仁萬停車場線
- 島根縣道31號仁摩邑南線

## 巴士路線
石見交通
- 仁萬線：前往世界遺產中心（石見銀山（日语：石見銀山資料館））
※ 每日5班，星期六及假日最尾班暫停服務
- 大田江津線：經湯里站前、溫泉津站前、淺利站口、江津站前 前往濟生會江津醫院（設成班次以道之驛三彥為終點站）／前往大田市民醫院（設有班次以大田巴士中心為終點站）

## 相鄰車站
西日本旅客鐵道
山陰本線
- 部分特急「超級松風」「超級隱岐」停車站。
- 快速Aqua快車停車站。

五十猛－仁萬－馬路

## 注腳
1. ↑  日本國有鐵道旅客局(1984)『鉄道・航路旅客運賃・料金算出表 昭和59年４月20日現行』。
2. ↑  島根縣統計書

## 外部連結
- 仁萬｜車站資訊：JR出門網 - 西日本旅客鐵道